# Apeadero Ganzú Lauquen
Apeadero Ganzú Lauquen es una estación de ferrocarril ubicada en la localidad del mismo nombre, Departamento Veinticinco de Mayo, Provincia de Río Negro, Argentina.

## Ubicación
Se encuentra a 15 km al noreste de la localidad de Los Menucos.

## Servicios
Por sus vías transitan formaciones de cargas y de pasajeros de la empresa Tren Patagónico S.A.. Los trenes de pasajeros no presentan parada en esta estación.